# Levi Lima
Levi Lima Silveira (Palmares, 21 de Setembro de 1982) é um cantor e compositor brasileiro. 
Foi vocalista da banda Jammil e Uma Noites.

## Biografia
Nascido no município de Palmares, na Zona da Mata de Pernambuco, Levi Lima mudou-se com apenas dois anos de idade para Salvador com sua família, e por isso se define como "pernambaiano". Ele foi descoberto em 2003 pelo produtor e empresário do ramo musical Manolo Pousada, que morreu em abril de 2011.A Primeira oportunidade que surgiu foi como cantor na Banda de Forró Melaço de Cana, onde ficou um ano. Foi cantor da Banda Tao em 2005 por um ano também.No ano seguinte foi backing vocal da banda de pagode Terra Samba, onde ficou por seis meses. Sua saída como backing vocal se deu para assumir os vocais da banda Via Circular, onde ficou de 2006 até 2011. Levi teve várias músicas de sua autoria gravadas por grandes nomes, como Luan Santana e Tomate, sendo um deles a musica "Palácios e Castelos" que ficou conhecida nacionalmente na voz de Luan. Em 2011, Levi assumiu a banda Jammil e uma Noites, após a saída do antigo vocalista Tuca Fernandes, estreando com a musica "Colorir Papel" que virou tema da novela da Rede Globo Fina Estampa em 2011 (e que foi reprisada em 2020 devido à pandemia de Covid-19).  À frente do Jammil, Levi vem ganhando notoriedade nacional e emplacando diversos sucessos, como "Celebrar", considerado o maior hino da banda com sua nova formação, e fez parte da trilha sonora da novela Salve Jorge, também da Rede Globo. Concorreu ao Grammy Latino em 2012 com o álbum "Jammil na Real", a música "Se eu Fosse Você" foi tema do quadro com o mesmo nome do Programa Caldeirão do Huck, onde um anônimo(a) e um famoso(a), com mesmo nome e sobrenome, "trocavam de vida", ou seja, o anônimo vivia a rotina do famoso e o famoso a vida do anônimo. Em 2013 teve a música "Dançando na Garoa" na Trilha Sonora da Novela Amor à Vida. Em 2014, a banda Jammil lançou o hit "Grudou", que cumpriu a promessa de embalar os foliões do bloco Praieiro, no Carnaval de Salvador e teve a música "Mil Poemas" na Novela Global Alto Astral. Em 2015 teve mais um tema em novela em I love Paraisópolis, com a música Você é Tudo", onde fez uma Participação como ele mesmo.
Em 2016 teve a música "Sublime" como Trilha Sonora da novela "Sol Nascente".
No ano seguinte a Música "Na Real" foi tema da Novela "O Outro Lado do Paraíso".
Em 2018 a música inédita "Rega" foi Trilha sonora da Novela "Segundo Sol", trama que se passa em Salvador, com isso Levi Lima se consagrou na frente do Jammil como a Banda Baiana com mais trilhas sonoras de novelas na Rede Globo,.
Na área da Dramaturgia, Levi já fez um comercial pra uma faculdade de Salvador no ano de 2006 e já atuou como ele mesmo mais de uma vez no Programa Zorra Total e na Novela "I Love Paraisópolis".
Depois de 9 anos à frente do grupo, Levi Lima anunciou a saída da Banda Jammil e Uma Noites no dia 5 de Julho de 2020.